# Aperel
| apr | r · mDAt | i | A |

| apr | r · mDAt | i | A |

Aperel (někdy přepisován Aperia) byl egyptský vezír za vlády králů Amenhotepa III. a Achnatona z 18. dynastie

## Rodina
Aperelova žena se jmenovala Taweret, je možné, že byla důležitou ženou. Měli minimálně tři syny: Seny, Hatiay a Huy. Seny byl správcem a Hatiay byl knězem Nefertuma.

## Hrobka a pohřeb
Společná hrobka Aperela a Taweret I.1 byla objevena v roce 1987. Jejich syn Huy zde byl pohřben také.
Podle Strouhala byl Aperel v době jeho smrti starý zhruba 50–60 let, jeho žena Taweret 40–50 let a jejich syn Huy 25–35 let.